# Fausto Leali
Fausto Leali est un chanteur italien né le 29 octobre 1944 à Nuvolento, en Lombardie.
À cause de sa voix, on lui donne le surnom Nero bianco (en français : le Noir blanc).
En 1989 il représente l'Italie en duo avec Anna Oxa à l'Eurovision pour Avrei voluto.
En 2020 il participe à la 5e saison de Grande Fratello VIP.

## Albums
- 1965 : Fausto Leali & I Novelty
- 1966 : Fausto Leali e i suoi Novelty
- 1966 : Il negro bianco
- 1970 : Fausto Leali
- 1970 : Anthology
- 1971 : Run ... Fausto run
- 1975 : Amore dolce, amore amaro, amore mio
- 1976 : Io camminerò
- 1977 : Leapoli
- 1981 : Un attimo di blu
- 1987 : Io amo e gli altri successi
- 1988 : Non c'è neanche il coro
- 1989 : Leali
- 1992 : Saremo promossi
- 1994 : Anima nuda
- 1996 : Non solo blues
- 1997 : Non solo blues 2 (Non ami che te)
- 1999 : LealiLive
- 2002 : Secondo me ... io ti amo
- 2003 : I grandi successi
- 2006 : Profumo e Kerosene
- 2008 : Best of
- 2009 : Una piccola parte di te